# 6635 Zuber
A 6635 Zuber (ideiglenes jelöléssel 1987 SH3) egy kisbolygó a Naprendszerben. Carolyn Shoemaker és Eugene Merle Shoemaker fedezte fel 1987. szeptember 26-án.